# 영주중학교
영주중학교(榮州中學校)는 대한민국 경상북도 영주시 휴천동에 있는 공립 중학교이다.

## 학교 연혁
- 1951년 8월 20일 : 교육법 일부 개정에 의한 영주농업고·영주중학교 병설(12학급) 인가
- 1952년 3월 27일 : 제1회 졸업식(영주중학교) (238명 졸업)
- 1956년 11월 21일 : 교사 준공(8교실) (위치 영주시 휴천1동 704-7)
- 1984년 3월 1일 : 특수 학급 1학급 편성
- 1986년 11월 29일 : 본관 신축(20교실) 준공
- 1992년 11월 22일 : 실내체육관(청운관) 준공
- 2000년 9월 15일 : 급식실 준공(5개 교실)
- 2004년 3월 1일 : 21학급 편성, 특수학급 1
- 2009년 7월 1일 : BTL사업 후동교사 증축(연면적 2,281.62m2)
- 2022년 9월 1일 : 제30대 이순남 교장 부임
- 2023년 8월 3일 : 사이클, 복싱 연습장 (청운드림관) 준공
- 2024년 1월 5일 : 제73회 졸업식 (졸업생 127명, 총 23,431명 배출)

## 참고 자료
- 영주중학교 - 한국교육학술정보원 학교알리미